# گران-رموس، کبک
گران-رموس (به فرانسوی: Grand-Remous) شهری در منطقه شهری لا وله-دو-لا-گاتینو ناحیه اوتاوه در استان کبک کانادا است. در سرشماری سال ۲۰۱۱ این شهر ۱٬۲۵۵ نفر جمعیت داشته‌است و مساحت آن ۳۸۶٫۵۵ کیلومتر مربع است.